# Arthroderma lenticulare
Arthroderma lenticulare är en svampart som beskrevs av Pore, G.C. Tsao & Plunkett 1965. Arthroderma lenticulare ingår i släktet Arthroderma och familjen Arthrodermataceae.   Inga underarter finns listade i Catalogue of Life.